# 2013-as Formula–1 német nagydíj
A német nagydíj volt a 2013-as Formula–1 világbajnokság kilencedik futama, amelyet 2013. július 5. és július 7. között rendeztek meg a németországi Nürburgringen.

## Szabadedzések

### Első szabadedzés
A német nagydíj első szabadedzését július 5-én, pénteken délelőtt tartották.
| helyezés | versenyző           | csapat/motor         | elért idő  | különbség | futott kör |
| -------- | ------------------- | -------------------- | ---------- | --------- | ---------- |
| 1        | Lewis Hamilton      | Mercedes             | 1:31,754   | -         | 25         |
| 2        | Nico Rosberg        | Mercedes             | 1:31,973   | +0,219    | 25         |
| 3        | Mark Webber         | Red Bull-Renault     | 1:32,789   | +1,035    | 22         |
| 4        | Adrian Sutil        | Force India-Mercedes | 1:32,822   | +1,068    | 16         |
| 5        | Kimi Räikkönen      | Lotus-Renault        | 1:32,956   | +1,202    | 22         |
| 6        | Felipe Massa        | Ferrari              | 1:33,065   | +1,311    | 18         |
| 7        | Jenson Button       | McLaren-Mercedes     | 1:33,139   | +1,385    | 24         |
| 8        | Sebastian Vettel    | Red Bull-Renault     | 1:33,213   | +1,459    | 20         |
| 9        | Romain Grosjean     | Lotus-Renault        | 1:33,260   | +1,506    | 27         |
| 10       | Sergio Pérez        | McLaren-Mercedes     | 1:33,456   | +1,702    | 18         |
| 11       | Paul di Resta       | Force India-Mercedes | 1:33,493   | +1.739    | 18         |
| 12       | Nico Hülkenberg     | Sauber-Ferrari       | 1:33,810   | +2.056    | 20         |
| 13       | Daniel Ricciardo    | Toro Rosso-Ferrari   | 1:33,901   | +2.147    | 23         |
| 14       | Jean-Éric Vergne    | Toro Rosso-Ferrari   | 1:33,976   | +2.222    | 26         |
| 15       | Pastor Maldonado    | Williams-Renault     | 1:34,025   | +2.271    | 20         |
| 16       | Valtteri Bottas     | Williams-Renault     | 1:34,200   | +2.446    | 22         |
| 17       | Esteban Gutiérrez   | Sauber-Ferrari       | 1:34,437   | +2.683    | 24         |
| 18       | Charles Pic         | Caterham-Renault     | 1:35,674   | +3.920    | 23         |
| 19       | Max Chilton         | Marussia-Cosworth    | 1:35,987   | +4.233    | 19         |
| 20       | Giedo van der Garde | Caterham-Renault     | 1:36,078   | +4.324    | 23         |
| 21       | Rodolfo González    | Marussia-Cosworth    | 1:37,459   | +5.705    | 21         |
| 22       | Fernando Alonso     | Ferrari              | idő nélkül |           | 2          |

### Második szabadedzés
A német nagydíj második szabadedzését július 5-én, pénteken délután tartották.
| helyezés | versenyző           | csapat/motor         | elért idő | különbség | futott kör |
| -------- | ------------------- | -------------------- | --------- | --------- | ---------- |
| 1        | Sebastian Vettel    | Red Bull-Renault     | 1:30,416  | -         | 39         |
| 2        | Nico Rosberg        | Mercedes             | 1:30,651  | +0,235    | 38         |
| 3        | Mark Webber         | Red Bull-Renault     | 1:30,683  | +0,267    | 41         |
| 4        | Romain Grosjean     | Lotus-Renault        | 1:30,843  | +0,427    | 32         |
| 5        | Kimi Räikkönen      | Lotus-Renault        | 1:30,848  | +0,432    | 27         |
| 6        | Fernando Alonso     | Ferrari              | 1:31,056  | +0,640    | 39         |
| 7        | Felipe Massa        | Ferrari              | 1:31,059  | +0,643    | 41         |
| 8        | Lewis Hamilton      | Mercedes             | 1:31,304  | +0,888    | 35         |
| 9        | Jenson Button       | McLaren-Mercedes     | 1:31,568  | +1,152    | 37         |
| 10       | Paul di Resta       | Force India-Mercedes | 1:31,797  | +1,381    | 40         |
| 11       | Adrian Sutil        | Force India-Mercedes | 1:31,824  | +1.408    | 34         |
| 12       | Daniel Ricciardo    | Toro Rosso-Ferrari   | 1:31,855  | +1.439    | 42         |
| 13       | Jean-Éric Vergne    | Toro Rosso-Ferrari   | 1:32,055  | +1.639    | 39         |
| 14       | Sergio Pérez        | McLaren-Mercedes     | 1:32,086  | +1.670    | 36         |
| 15       | Nico Hülkenberg     | Sauber-Ferrari       | 1:32,495  | +2.079    | 39         |
| 16       | Esteban Gutiérrez   | Sauber-Ferrari       | 1:32,762  | +2.346    | 44         |
| 17       | Valtteri Bottas     | Williams-Renault     | 1:32,879  | +2.463    | 35         |
| 18       | Pastor Maldonado    | Williams-Renault     | 1:32,880  | +2.464    | 36         |
| 19       | Charles Pic         | Caterham-Renault     | 1:33,695  | +3.279    | 38         |
| 20       | Giedo van der Garde | Caterham-Renault     | 1:33,804  | +3.388    | 40         |
| 21       | Jules Bianchi       | Marussia-Cosworth    | 1:34,017  | +3.601    | 10         |
| 22       | Max Chilton         | Marussia-Cosworth    | 1:34,667  | +4.251    | 39         |

### Harmadik szabadedzés
A német nagydíj harmadik szabadedzését július 6-án, szombaton délelőtt tartották.
| helyezés | versenyző           | csapat/motor         | elért idő | különbség | futott kör |
| -------- | ------------------- | -------------------- | --------- | --------- | ---------- |
| 1        | Sebastian Vettel    | Red Bull-Renault     | 1:29,517  | -         | 19         |
| 2        | Nico Rosberg        | Mercedes             | 1:30,193  | +0,676    | 19         |
| 3        | Mark Webber         | Red Bull-Renault     | 1:30,211  | +0,694    | 18         |
| 4        | Fernando Alonso     | Ferrari              | 1:30,621  | +1,104    | 16         |
| 5        | Felipe Massa        | Ferrari              | 1:30,639  | +1,122    | 17         |
| 6        | Kimi Räikkönen      | Lotus-Renault        | 1:30,671  | +1,154    | 19         |
| 7        | Lewis Hamilton      | Mercedes             | 1:30,744  | +1,227    | 20         |
| 8        | Romain Grosjean     | Lotus-Renault        | 1:30,781  | +1,264    | 18         |
| 9        | Nico Hülkenberg     | Sauber-Ferrari       | 1:30,966  | +1,449    | 20         |
| 10       | Adrian Sutil        | Force India-Mercedes | 1:31,009  | +1,492    | 18         |
| 11       | Jenson Button       | McLaren-Mercedes     | 1:31,326  | +1.809    | 22         |
| 12       | Esteban Gutiérrez   | Sauber-Ferrari       | 1:31,405  | +1.888    | 20         |
| 13       | Paul di Resta       | Force India-Mercedes | 1:31,733  | +2.216    | 21         |
| 14       | Jean-Éric Vergne    | Toro Rosso-Ferrari   | 1:31,855  | +2.338    | 18         |
| 15       | Sergio Pérez        | McLaren-Mercedes     | 1:31,855  | +2.338    | 23         |
| 16       | Daniel Ricciardo    | Toro Rosso-Ferrari   | 1:31,898  | +2.381    | 19         |
| 17       | Pastor Maldonado    | Williams-Renault     | 1:31,969  | +2.452    | 20         |
| 18       | Valtteri Bottas     | Williams-Renault     | 1:32,036  | +2.519    | 23         |
| 19       | Charles Pic         | Caterham-Renault     | 1:33,230  | +3.713    | 19         |
| 20       | Jules Bianchi       | Marussia-Cosworth    | 1:33,470  | +3.953    | 22         |
| 21       | Giedo van der Garde | Caterham-Renault     | 1:33,964  | +4.447    | 21         |
| 22       | Max Chilton         | Marussia-Cosworth    | 1:34,683  | +5.166    | 20         |

## Időmérő edzés
A német nagydíj időmérő edzését július 6-án, szombaton futották.
| helyezés              | rajtszám | versenyző           | csapat/motor         | 1. rész  | 2. rész  | 3. rész    | rajthely |
| --------------------- | -------- | ------------------- | -------------------- | -------- | -------- | ---------- | -------- |
| 1                     | 10       | Lewis Hamilton      | Mercedes             | 1:31,131 | 1:30,152 | 1:29,398   | 1        |
| 2                     | 1        | Sebastian Vettel    | Red Bull-Renault     | 1:31,269 | 1:29,992 | 1:29,501   | 2        |
| 3                     | 2        | Mark Webber         | Red Bull-Renault     | 1:31,428 | 1:30,217 | 1:29,608   | 3        |
| 4                     | 7        | Kimi Räikkönen      | Lotus-Renault        | 1:30,676 | 1:29,852 | 1:29,892   | 4        |
| 5                     | 8        | Romain Grosjean     | Lotus-Renault        | 1:31,242 | 1:30,005 | 1:29,959   | 5        |
| 6                     | 19       | Daniel Ricciardo    | Toro Rosso-Ferrari   | 1:31,081 | 1:30,223 | 1:30,528   | 6        |
| 7                     | 4        | Felipe Massa        | Ferrari              | 1:30,547 | 1:29,825 | 1:31,126   | 7        |
| 8                     | 3        | Fernando Alonso     | Ferrari              | 1:30,709 | 1:29,962 | 1:31,209   | 8        |
| 9                     | 5        | Jenson Button       | McLaren-Mercedes     | 1:31,181 | 1:30,269 | idő nélkül | 9        |
| 10                    | 11       | Nico Hülkenberg     | Sauber-Ferrari       | 1:31,132 | 1:30,231 | idő nélkül | 10       |
| 11                    | 9        | Nico Rosberg        | Mercedes             | 1:31,322 | 1:30,326 |            | 11       |
| 12                    | 14       | Paul di Resta       | Force India-Mercedes | 1:31,322 | 1:30,697 |            | 12       |
| 13                    | 6        | Sergio Pérez        | McLaren-Mercedes     | 1:31,498 | 1:30,933 |            | 13       |
| 14                    | 12       | Esteban Gutiérrez   | Sauber-Ferrari       | 1:31,681 | 1:31,010 |            | 14       |
| 15                    | 15       | Adrian Sutil        | Force India-Mercedes | 1:31,320 | 1:31,010 |            | 15       |
| 16                    | 18       | Jean-Éric Vergne    | Toro Rosso-Ferrari   | 1:31,629 | 1:31,104 |            | 16       |
| 17                    | 17       | Valtteri Bottas     | Williams-Renault     | 1:31,693 |          |            | 17       |
| 18                    | 16       | Pastor Maldonado    | Williams-Renault     | 1:31,707 |          |            | 18       |
| 19                    | 20       | Charles Pic         | Caterham-Renault     | 1:32,937 |          |            | 22 [1]   |
| 20                    | 22       | Jules Bianchi       | Marussia-Cosworth    | 1:33,063 |          |            | 19       |
| 21                    | 21       | Giedo van der Garde | Caterham-Renault     | 1:33,734 |          |            | 20       |
| 22                    | 23       | Max Chilton         | Marussia-Cosworth    | 1:34,098 |          |            | 21       |
| 107%-os idő: 1:36,885 |          |                     |                      |          |          |            |          |

Megjegyzés
- ↑ 1:  Charles Pic autójában váltócserét végeztek el, ezért 5 helyes rajtbüntetést kapott.[1]

## Futam
A német nagydíj futamát július 7-én, vasárnap rendezték.
| helyezés | rajtszám | versenyző           | csapat/motor         | futott kör | idő/kiesés oka | rajthely | pont |
| -------- | -------- | ------------------- | -------------------- | ---------- | -------------- | -------- | ---- |
| 1        | 1        | Sebastian Vettel    | Red Bull-Renault     | 60         | 1:41:14,711    | 2        | 25   |
| 2        | 7        | Kimi Räikkönen      | Lotus-Renault        | 60         | +1,008         | 4        | 18   |
| 3        | 8        | Romain Grosjean     | Lotus-Renault        | 60         | +5,830         | 5        | 15   |
| 4        | 3        | Fernando Alonso     | Ferrari              | 60         | +7,721         | 8        | 12   |
| 5        | 10       | Lewis Hamilton      | Mercedes             | 60         | +26,927        | 1        | 10   |
| 6        | 5        | Jenson Button       | McLaren-Mercedes     | 60         | +27,996        | 9        | 8    |
| 7        | 2        | Mark Webber         | Red Bull-Renault     | 60         | +37,562        | 3        | 6    |
| 8        | 6        | Sergio Pérez        | McLaren-Mercedes     | 60         | +38,306        | 13       | 4    |
| 9        | 9        | Nico Rosberg        | Mercedes             | 60         | +46,821        | 11       | 2    |
| 10       | 11       | Nico Hülkenberg     | Sauber-Ferrari       | 60         | +49,892        | 10       | 1    |
| 11       | 14       | Paul di Resta       | Force India-Mercedes | 60         | +53,771        | 12       |      |
| 12       | 19       | Daniel Ricciardo    | Toro Rosso-Ferrari   | 60         | +56,975        | 6        |      |
| 13       | 15       | Adrian Sutil        | Force India-Mercedes | 60         | +57,738        | 15       |      |
| 14       | 12       | Esteban Gutiérrez   | Sauber-Ferrari       | 60         | +1:00,160      | 14       |      |
| 15       | 16       | Pastor Maldonado    | Williams-Renault     | 60         | +1:01,929      | 18       |      |
| 16       | 17       | Valtteri Bottas     | Williams-Renault     | 59         | +1 kör         | 17       |      |
| 17       | 20       | Charles Pic         | Caterham-Renault     | 59         | +1 kör         | 22       |      |
| 18       | 21       | Giedo van der Garde | Caterham-Renault     | 59         | +1 kör         | 20       |      |
| 19       | 23       | Max Chilton         | Marussia-Cosworth    | 59         | +1 kör         | 21       |      |
| ki       | 18       | Jean-Éric Vergne    | Toro Rosso-Ferrari   | 22         | hidraulika     | 16       |      |
| ki       | 22       | Jules Bianchi       | Marussia-Cosworth    | 21         | motorhiba      | 19       |      |
| ki       | 4        | Felipe Massa        | Ferrari              | 3          | kicsúszás      | 7        |      |

## Statisztikák
- Vezető helyen:
  - Sebastian Vettel : 44 kör (1-6 / 14-40 / 50-60)
  - Mark Webber : 2 kör (7-8)
  - Romain Grosjean : 5 kör (9-13)
  - Kimi Räikkönen : 9 kör (41-49)
- Lewis Hamilton 29. pole-pozíciója.
- Sebastian Vettel 30. győzelme.
- A Red Bull 38. győzelme.
- Fernando Alonso 20. leggyorsabb köre.
- A Williams 600. nagydíja.
- Sebastian Vettel 52., Kimi Räikkönen 74., Romain Grosjean 5. dobogós helyezése.
- A Williams 600. verseny rajtja.[2]

## A világbajnokság állása a verseny után
| H   | Versenyzők       | Pont | H   | Konstruktőrök        | Pont |
| --- | ---------------- | ---- | --- | -------------------- | ---- |
| 1.  | Sebastian Vettel | 157  | 1.  | Red Bull-Renault     | 250  |
| 2.  | Fernando Alonso  | 123  | 2.  | Mercedes             | 183  |
| 3.  | Kimi Räikkönen   | 116  | 3.  | Ferrari              | 180  |
| 4.  | Lewis Hamilton   | 99   | 4.  | Lotus-Renault        | 157  |
| 5.  | Mark Webber      | 93   | 5.  | Force India-Mercedes | 59   |
| 6.  | Nico Rosberg     | 84   | 6.  | McLaren-Mercedes     | 49   |
| 7.  | Felipe Massa     | 57   | 7.  | Toro Rosso-Ferrari   | 24   |
| 8.  | Romain Grosjean  | 41   | 8.  | Sauber-Ferrari       | 7    |
| 9.  | Paul di Resta    | 36   | 9.  | Williams-Renault     | 0    |
| 10. | Jenson Button    | 33   | 10. | Marussia-Cosworth    | 0    |

(A teljes táblázat)